# Aba (Cina)
Aba è il nome di una contea cinese e della sua principale città situata nella parte nord occidentale del Sichuan.
Aba è a 3200 msm. sull'altopiano tibetano. La contea ha 70.000 abitanti, con una forte presenza di tibetani Kham. Nella contea ci sono 37 monasteri lamaisti con circa 8.000 monaci, due dei maggiori sono nella città di Aba. A sud della città vi sono praterie e foreste.
Aba, come tutta la zona Kham mantenne una sostanziale autonomia da tibetani e cinesi dal X secolo, periodo del collasso dell'impero tibetano, fino al 1950, quando passò sotto il controllo diretto cinese in seguito alla conquista da parte dell'Esercito di Liberazione Popolare cinese, come tutta la zona Kham. Dopo l'invasione del Tibet del 1958, nel 1960 fu assegnata alla provincia del Sichuan, mentre altre zone Kham furono assegnate al Tibet.
La provincia del Sichuan offre incentivi per le aziende cinesi e straniere che si insediano per produrre. La città di Aba, e la popolazione nomade che vi fa riferimento, gode di privilegi sulla tassazione per gli investimenti esteri, per attività riguardanti attività agricole, di silvicoltura, turismo, di infrastrutture urbane, protezione ambientale, istruzione, studi e ricerche scientifiche e di salute pubblica.
Recentemente la cittadina è stata al centro di un atto di protesta di un monaco tibetano locale che si è dato fuoco per protestare contro l'occupazione del Tibet messa in atto dal regime comunista cinese.